# Slalomvärldsmästerskapen i kanotsport 1953
Slalomvärldsmästerskapen i kanotsport 1953 anordnades i Meran, Italien.

## Medaljsummering

### Medaljtabell
| Pl.    | Nation          | Guld | Silver | Brons | Totalt |
| ------ | --------------- | ---- | ------ | ----- | ------ |
| 1      | Tjeckoslovakien | 2    | 2      | 3     | 7      |
| 2      | Schweiz         | 2    | 2      | 0     | 4      |
| 3      | Österrike       | 2    | 1      | 1     | 4      |
| 4      | Frankrike       | 1    | 0      | 2     | 3      |
| 5      | Västtyskland    | 1    | 0      | 1     | 2      |
| 6      | Östtyskland     | 0    | 3      | 0     | 3      |
| 7      | Jugoslavien     | 0    | 0      | 1     | 1      |
| Totalt | Totalt          | 8    | 8      | 8     | 24     |

### Herrar
| Gren         | Guld                                                                                                   | Poäng  | Silver                                                                                                | Poäng  | Brons                                                                                             | Poäng  |
| C-1          | Charles Dussuet (SUI)                                                                                  | 384,4  | Václav Nič (TCH)                                                                                      | 422,0  | Vladimír Jirásek (TCH)                                                                            | 449,2  |
| C-1 lag      | Tjeckoslovakien Vladimír Jirásek Jan Šulc Stanislav Jánský                                             | 1321,8 | Schweiz Jean-Paul Rössinger Roland Bardet Charles Dussuet                                             | 1670,0 | Frankrike Jacques Marsigny Jacques Velard Pierre Biehler                                          | 1713,2 |
| C-2          | Schweiz Charles Dussuet Jean Engler                                                                    | 354,6  | Tjeckoslovakien Václav Nič Jan Šulc                                                                   | 363,6  | Frankrike Pierre d'Alençon Jean-Luc Houssaye                                                      | 384,7  |
| C-2 lag      | Frankrike René Gavinet & Simon Gavinet Claude Neveu & Roger Paris Pierre d'Alençon & Jean-Luc Houssaye | 1440,0 | Schweiz Jean-Paul Rössinger & R. Junod Pierre Rössinger & Pierre Dufour Charles Dussuet & Jean Engler | 1466,4 | Tjeckoslovakien Josef Hendrych & Jiří Hradil Václav Havel & Jiří Pecka Miroslav Čihák & Jan Pecka | 1537,6 |
| Falt K-1     | Walter Kirschbaum (FRG)                                                                                | 330,1  | Rudolf Sausgruber (AUT)                                                                               | 333,3  | Milan Zadel (YUG)                                                                                 | 333,5  |
| Falt K-1 lag | Österrike Franz Grafetsberger Hans Herbist Rudolf Sausgruber                                           | 1020,6 | Östtyskland Dieter Frank Helmuth Setzkorn Hilmar Pawliczek                                            | 1059,4 | Västtyskland Karl Bruns Karl Rath Günter Deuble                                                   | 1112,6 |

### Damer
| Gren         | Guld                                                           | Poäng  | Silver                                                       | Poäng  | Brons                                                 | Poäng  |
| Falt K-1     | Fritzi Schwingl (AUT)                                          | 326,8  | Eva Setzkorn (GDR)                                           | 339,9  | Dana Martanová (TCH)                                  | 383,5  |
| Falt K-1 lag | Tjeckoslovakien Jaroslava Havlová Dana Martanová Květa Havlová | 1222,2 | Östtyskland Anneliese Borwitz Eveline Pawliczek Eva Setzkorn | 1255,1 | Österrike Ulrike Werner Gertrude Will Fritzi Schwingl | 1395,0 |